# Ампел
Ампел (грч. ἄμπελος) је у грчкој митологији био дечак или сатир који је претворен у вино.

## Митологија
Ампел је био згодни сатир из Тракије, чији су родитељи били Сатир и једна нимфа. Био је љубимац бога Диониса. Постоје две приче о његовој смрти. Према првој, Дионис му је поклонио високи чокот, препун гроздова. Да би убрао грожђе, младић се попео на брест, уз који је чокот растао, али је са њега пао и погинуо. У спомен на њега, Дионис је чокот назвао његовим именом, а младића пренео на небо у сазвежђе волара. Према другој причи, момка је мрзела богиња Хера и наговорила га је да појаше бика. Младић је био поносан на своју вештину јахања, па је то и учинио, али га је бик збацио и он је погинуо. Дионис га је тада претворио у вино од грожђа, које до тада није било познато. Исто (Ampelos) латинско име има и женски лик из грчке митологије, Ампела.